# پورت ویکتوریا پی‌وی۸
پورت ویکتوریا پی‌وی۸ (به انگلیسی: Port_Victoria_P.V.8) یک هواگرد از نوع هواپیمای جنگنده ساخت شرکت پورت ویکتوریا است. هواگرد پورت ویکتوریا پی‌وی۸ نخستین پروازش را در ۷ سپتامبر ۱۹۱۷ میلادی انجام داد. در مجموع، تعداد ۱ فروند از این هواگرد ساخته شده‌است.
طراح این هواگرد، G H Millar بود.